# Catarrhini
Catarrhini, nazvani još i uskonosci su pared unutar podreda Haplorrhini.
Oni žive u Africi, Europi i Aziji, ali osim ljudi, koji su isto dio ove grupe, ne nastanjuju Ameriku, Australiju i Antarktiku. Razdvajanjem Afrike od Južne Amerike zbog razdvajanja kontinentalnih ploča, razvijaju se odvojeno od majmuna Novog svijeta.
Ova se skupina dijeli na dvije recentne natporodice:
- Repati majmuni Starog svijeta (Cercopithecoidea) imaju, što se može razumjeti već iz ovog naziva, rep. U ovoj natporodici je samo jedna porodica, Cercopithecidae, ili, psoliki majmuni kako su ih ranije nazivali. Ovoj porodici pripada najveći dio vrsta primata Afrike, Azije i Europe, među njima je rod Cercopithecus, makaki kao jedini rod primata iz potporodice Cercopithecinae koja živi prvenstveno u Aziji, pavijani i languri.
- Hominidea su suprotno gore nabrojanim, bezrepi. Uz neke izumrle grupe, ovdje spadaju giboni i čovjekoliki majmuni kao i ljudi.
- Pored navedenih, poznate su još neke grupe majmuna Starog svijeta koje su izumrle, kao Propliopithecidae (s rodovima Propliopithecus i Aegyptopithecus) i pliopithecidae.

## Klasifikacija i evolucija
Čovjekoliki majmuni i majmuni Staroga svijeta razdvojili su se od svojih majmunskih rođaka Novoga svijeta približno prije 40 milijuna godina. Do glavne podjele Catarrhina došlo je prije oko 25 milijuna godina,  a giboni su se odvojili od velikih majmuna i ljudi prije oko 18 milijuna godina
- Pared Catarrhini
  - Natporodica Cercopithecoidea
    - Porodica Cercopithecidae: majmuni Staroga svijeta

  - Natporodica Hominoidea
    - Porodica Hylobatidae: giboni
    - Porodica Hominidae: veliki majmuni i ljudi

## Vanjske poveznice
|  | Zajednički poslužitelj ima još gradiva o temi Catarrhini |
|  | Wikivrste imaju podatke o taksonu Catarrhini             |

- ChimpanZoo Web Site: Catarrhini Infraorder